# Cunha (Braga)
Cunha ist ein Ort und eine ehemalige Gemeinde (Freguesia) im Norden Portugals.

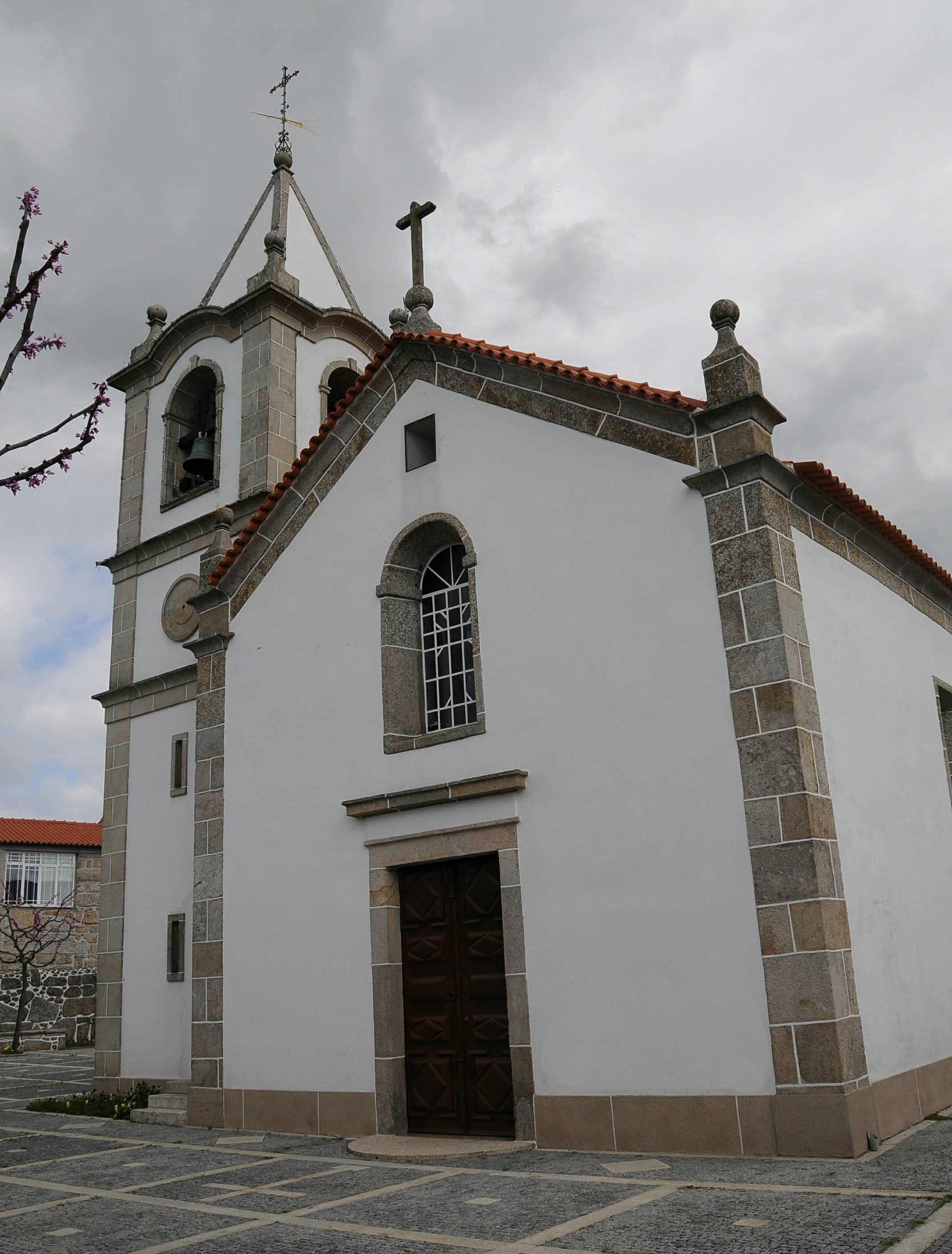
Kirche von Cunha

Cunha gehört zum Kreis Braga im gleichnamigen Distrikt Braga. Die Gemeinde hatte eine Fläche von 3,3 km² und 645 Einwohner (Stand 30. Juni 2011).
Am 29. September 2013 wurden die Gemeinden Cunha und Arentim zur neuen Gemeinde União das Freguesias de Arentim e Cunha zusammengeschlossen.